# Saison 2009-2010 du Benfica Lisbonne
 (décembre 2010).
Chronologie
Saison précédente Saison suivante
La saison 2009-2010 du Sport Lisboa e Benfica débute le 16 août 2009 avec la première journée de la Liga Sagres, pour se terminer le 9 mai 2010 avec la dernière journée de cette compétition.
Le Benfica Lisbonne est également engagé en Coupe du Portugal, Coupe de la Ligue et dans les compétitions européennes dans la Ligue Europa.

## Transferts en 2009-2010
| Nom                | Nationalité | Provenance/Destination  |
| Arrivées           |             |                         |
| Júlio César        | Brésil      | CF Belenenses           |
| Patric             | Brésil      | AD São Caetano          |
| José Shaffer       | Argentine   | Racing Club             |
| Roderick Miranda   | Portugal    | équipe junior           |
| Javi García        | Espagne     | Real Madrid             |
| Ramires            | Brésil      | Cruzeiro EC             |
| Felipe Menezes     | Brésil      | Goiás EC                |
| César Peixoto      | Portugal    | Sporting Braga          |
| Ruben Pinto        | Portugal    | équipe junior           |
| Keirrison          | Brésil      | FC Barcelone (prêt)     |
| Weldon             | Brésil      | Cruzeiro EC             |
| Javier Saviola     | Argentine   | Real Madrid             |
| Nélson Oliveira    | Portugal    | équipe junior           |
| Départs            |             |                         |
| Moretto            | Brésil      | Libre                   |
| Patric             | Brésil      | Cruzeiro EC (prêt)      |
| László Sepsi       | Roumanie    | Racing Santander (prêt) |
| João Pereira       | Portugal    | CD Fátima (prêt)        |
| Fellipe Bastos     | Brésil      | CF Belenenses (prêt)    |
| Hassan Yebda       | France      | Portsmouth FC (prêt)    |
| Léo                | Brésil      | Santos FC               |
| Kóstas Katsouránis | Grèce       | Panathinaïkos           |
| Gilles Binya       | Cameroun    | Neuchâtel Xamax (prêt)  |
| Ariza Makukula     | Portugal    | Kayserispor (prêt)      |

## L'effectif de la saison
| N° | Nat.                   | Poste | Nom du joueur    |
| -- | ---------------------- | ----- | ---------------- |
| 1  | Drapeau du Portugal    | G     | Moreira          |
| 12 | Drapeau du Portugal    | G     | Quim             |
| 13 | Drapeau du Brésil      | G     | Júlio César      |
| 3  | Drapeau de l'Argentine | D     | José Shaffer     |
| 4  | Drapeau du Brésil      | D     | Luisão           |
| 14 | Drapeau de l'Uruguay   | D     | Maxi Pereira     |
| 15 | Drapeau du Portugal    | D     | Roderick Miranda |
| 22 | Drapeau du Portugal    | D     | Luís Filipe      |
| 23 | Drapeau du Brésil      | D     | David Luiz       |
| 25 | Drapeau du Portugal    | D     | Jorge Ribeiro    |
| 27 | Drapeau du Brésil      | D     | Sidnei           |
| 28 | Drapeau du Portugal    | D     | Miguel Vítor     |
| 5  | Drapeau du Portugal    | M     | Rúben Amorim     |
| 6  | Drapeau de l'Espagne   | M     | Javi García      |
| 8  | Drapeau du Brésil      | M     | Ramires          |

| No. | Nat.                             | Position | Nom du joueur   |
| --- | -------------------------------- | -------- | --------------- |
| 10  | Drapeau de l'Argentine           | M        | Pablo Aimar     |
| 11  | Drapeau de la Guinée équatoriale | M        | Javier Balboa   |
| 17  | Drapeau du Portugal              | M        | Carlos Martins  |
| 18  | Drapeau du Portugal              | M        | Fábio Coentrão  |
| 20  | Drapeau de l'Argentine           | M        | Ángel Di María  |
| 24  | Drapeau du Brésil                | M        | Felipe Menezes  |
| 25  | Drapeau du Portugal              | M        | César Peixoto   |
| 41  | Drapeau du Portugal              | M        | Ruben Pinto     |
| 7   | Drapeau du Paraguay              | A        | Óscar Cardozo   |
| 9   | Drapeau de l'Angola              | A        | Mantorras       |
| 11  | Drapeau du Brésil                | A        | Keirrison       |
| 16  | Drapeau de l'Uruguay             | A        | Urreta          |
| 19  | Drapeau du Brésil                | A        | Weldon          |
| 21  | Drapeau du Portugal              | A        | Nuno Gomes      |
| 30  | Drapeau de l'Argentine           | A        | Javier Saviola  |
| 33  | Drapeau du Portugal              | A        | Nélson Oliveira |

## Les rencontres de la saison

### Matchs amicaux
| 12 juillet 2009 | FC Sion            | 2-2 | Benfica Lisbonne                | Stade de Tourbillon, Sion |                      |
|                 | Die 65e · Dabo 77e |     | 25e Cardozo · 35e (pen) Saviola | Spectateurs : 12 450      | Spectateurs : 12 450 |

| 13 juillet 2009 | Benfica Lisbonne                | 2-0 | Shakhtar Donetsk | Stade des Charmilles, Genève |
|                 | Cardozo 8e · Carlos Martins 25e |     |                  |                              |

| 16 juillet 2009 | Benfica Lisbonne | 2-1 | Athletic Bilbao    | Complexo Desportivo de Vila Real de Santo António, Vila Real de Santo António |                                              |
|                 | Saviola 48e 66e  |     | 17e Gaizka Toquero | Spectateurs : 3 568 Arbitrage : Eugénio Arez                                  | Spectateurs : 3 568 Arbitrage : Eugénio Arez |

| 18 juillet 2009 | Benfica Lisbonne               | 2-1 | SC Olhanense   | Complexo Desportivo de Vila Real de Santo António, Vila Real de Santo António |  |
|                 | Cardozo 64e · Miguel Vítor 90e |     | 62e (pen) Ukra |                                                                               |  |

| 21 juillet 2009 | Benfica Lisbonne | 1-2 | Atlético de Madrid                       | Estádio da Luz, Lisbonne |                      |
|                 | Cardozo 20e      |     | 11e Raúl García · 45e (pen) Diego Forlán | Spectateurs : 57 462     | Spectateurs : 57 462 |

| 24 juillet 2009 | Benfica Lisbonne               | 2-0 | Sunderland AFC | Amsterdam ArenA, Amsterdam      |                                 |
|                 | Cardozo 31e · Maxi Pereira 54e |     |                | Arbitrage : Reinold Wiedemeijer | Arbitrage : Reinold Wiedemeijer |

| 26 juillet 2009 | Ajax Amsterdam             | 2-3 | Benfica Lisbonne                                 | Amsterdam ArenA, Amsterdam |  |
|                 | Donald 44e · Rommedahl 77e |     | 8e Aissati (csc) · 31e di María · 55e David Luiz |                            |  |

| Tournoi Cidade de Guimarães 2009 1er août 2009 | Benfica Lisbonne                                   | 4-0 | Portsmouth FC | Estádio D. Afonso Henriques, Guimarães |
|                                                | Cardozo 15e 38e · Weldon 69e · Wilkinson (csc) 85e |     |               |                                        |

| Tournoi Cidade de Guimarães 2009 2 août 2009 | Vitória Guimarães | 0-2 | Benfica Lisbonne              | Estádio D. Afonso Henriques, Guimarães |
|                                              |                   |     | 39e Weldon · 65e Rúben Amorim |                                        |

| 8 août 2009 | Benfica Lisbonne | 1-1 (5-4 pen) | AC Milan         | Estádio da Luz, Lisbonne                                 |                                                          |
|             | Cardozo 58e      |               | 87e Sidnei (csc) | Spectateurs : 62 342 Arbitrage : João Ferreira (Setúbal) | Spectateurs : 62 342 Arbitrage : João Ferreira (Setúbal) |

| 3 septembre 2009 | Benfica Lisbonne                             | 3-1 | Celtic Glasgow | BMO Field, Toronto |  |
|                  | Keirrison 2e · Ruben Pinto 58e · Saviola 71e |     | 45e McGowan    |                    |  |

### Championnat du Portugal
| 1re journée 16 août 2009 | Benfica Lisbonne | 1-1 | CS Marítimo      | Estádio da Luz, Lisbonne                             |                                                      |
|                          | Weldon 86e       |     | 24e Alonso (pen) | Spectateurs : 54 103 Arbitrage : Soares Dias (Porto) | Spectateurs : 54 103 Arbitrage : Soares Dias (Porto) |

| 2e journée 23 août 2009 | Vitória Guimarães | 0-1 | Benfica Lisbonne | Estádio D. Afonso Henriques, Guimarães                    |                                                           |
|                         |                   |     | 90e Ramires      | Spectateurs : 27 310 Arbitrage : Pedro Proença (Lisbonne) | Spectateurs : 27 310 Arbitrage : Pedro Proença (Lisbonne) |

| 3e journée 31 août 2009 | Benfica Lisbonne                                                                   | 8-1 | Vitória Setúbal    | Estádio da Luz, Lisbonne                                 |                                                          |
|                         | Javi García 16e · Luisão 21e · Cardozo (pen) 29e 65e 75e · Aimar 35e · Ramires 37e |     | 90e Hélder Barbosa | Spectateurs : 40 915 Arbitrage : Duarte Gomes (Lisbonne) | Spectateurs : 40 915 Arbitrage : Duarte Gomes (Lisbonne) |

| 4e journée 13 septembre 2009 | CF Belenenses | 0-4 | Benfica Lisbonne                                         | Estádio do Restelo, Lisbonne                                   |                                                                |
|                              |               |     | 6e Saviola · 57e Cardozo · 76e Javi García · 88e Ramires | Spectateurs : 17 473 Arbitrage : Olegário Benquerença (Leiria) | Spectateurs : 17 473 Arbitrage : Olegário Benquerença (Leiria) |

| 5e journée 20 septembre 2009 | União Leiria         | 1-2 | Benfica Lisbonne               | Estádio Dr. Magalhães Pessoa, Leiria                 |                                                      |
|                              | David Luiz (csc) 18e |     | 4e Saviola · 78e Cardozo (pen) | Spectateurs : 22 676 Arbitrage : Jorge Sousa (Porto) | Spectateurs : 22 676 Arbitrage : Jorge Sousa (Porto) |

| 6e journée 26 septembre 2009 | Benfica Lisbonne                                                  | 5-0 | Leixões SC | Estádio da Luz, Lisbonne                                |                                                         |
|                              | David Luiz 45e · Cardozo 56e 89e · Ramires 75e · Maxi Pereira 82e |     |            | Spectateurs : 43 283 Arbitrage : João Capela (Lisbonne) | Spectateurs : 43 283 Arbitrage : João Capela (Lisbonne) |

| 7e journée 5 octobre 2009 | FC Paços de Ferreira | 1-3 | Benfica Lisbonne                                 | Estádio Mata Real, Paços de Ferreira                    |                                                         |
|                           | Maykon 67e           |     | 4e David Luiz · 22e Carlos Martins · 41e Cardozo | Spectateurs : 4 865 Arbitrage : João Ferreira (Setúbal) | Spectateurs : 4 865 Arbitrage : João Ferreira (Setúbal) |

| 8e journée 25 octobre 2009 | Benfica Lisbonne | - | CD Nacional | Estádio da Luz, Lisbonne |  |
|                            |                  |   |             |                          |  |

| 9e journée 1er novembre 2009 | Sporting Braga | - | Benfica Lisbonne | Estádio Municipal de Braga, Braga |  |
|                              |                |   |                  |                                   |  |

| 10e journée 8 novembre 2009 | Benfica Lisbonne | - | Naval 1er Mai | Estádio da Luz, Lisbonne |  |
|                             |                  |   |               |                          |  |

| 11e journée 29 novembre 2009 | Sporting CP | - | Benfica Lisbonne | Estádio José Alvalade, Lisbonne |  |
|                              |             |   |                  |                                 |  |

| 12e journée 6 décembre 2009 | Benfica Lisbonne | - | Académica de Coimbra | Estádio da Luz, Lisbonne |  |
|                             |                  |   |                      |                          |  |

| 13e journée 13 décembre 2009 | SC Olhanense | - | Benfica Lisbonne | Estádio José Arcanjo, Olhão |  |
|                              |              |   |                  |                             |  |

| 14e journée 20 décembre 2009 | Benfica Lisbonne | - | FC Porto | Estádio da Luz, Lisbonne |  |
|                              |                  |   |          |                          |  |

| 15e journée 10 janvier 2010 | Rio Ave FC | - | Benfica Lisbonne | Estádio do Rio Ave FC, Vila do Conde |  |
|                             |            |   |                  |                                      |  |

| 16e journée 17 janvier 2010 | CS Marítimo | - | Benfica Lisbonne | Estádio dos Barreiros, Funchal |  |
|                             |             |   |                  |                                |  |

| 17e journée 31 janvier 2010 | Benfica Lisbonne | - | Vitória Guimarães | Estádio da Luz, Lisbonne |  |
|                             |                  |   |                   |                          |  |

| 18e journée 7 février 2010 | Vitória Setúbal | - | Benfica Lisbonne | Estádio do Bonfim, Setúbal |  |
|                            |                 |   |                  |                            |  |

| 19e journée 14 février 2010 | Benfica Lisbonne | - | CF Belenenses | Estádio da Luz, Lisbonne |  |
|                             |                  |   |               |                          |  |

| 20e journée 21 février 2010 | Benfica Lisbonne | - | União Leiria | Estádio da Luz, Lisbonne |  |
|                             |                  |   |              |                          |  |

| 21e journée 28 février 2010 | Leixões SC | - | Benfica Lisbonne | Estádio do Mar, Matosinhos |  |
|                             |            |   |                  |                            |  |

| 22e journée 7 mars 2010 | Benfica Lisbonne | - | FC Paços de Ferreira | Estádio da Luz, Lisbonne |  |
|                         |                  |   |                      |                          |  |

| 23e journée 14 mars 2010 | CD Nacional | - | Benfica Lisbonne | Estádio da Madeira, Funchal |  |
|                          |             |   |                  |                             |  |

| 24e journée 28 mars 2010 | Benfica Lisbonne | - | Sporting Braga | Estádio da Luz, Lisbonne |  |
|                          |                  |   |                |                          |  |

| 25e journée 3 avril 2010 | Naval 1er Mai | - | Benfica Lisbonne | Estádio Municipal José Bento Pessoa, Figueira da Foz |  |
|                          |               |   |                  |                                                      |  |

| 26e journée 11 avril 2010 | Benfica Lisbonne | - | Sporting CP | Estádio da Luz, Lisbonne |  |
|                           |                  |   |             |                          |  |

| 27e journée 18 avril 2010 | Académica de Coimbra | - | Benfica Lisbonne | Estádio Cidade de Coimbra, Coimbra |  |
|                           |                      |   |                  |                                    |  |

| 28e journée 25 avril 2010 | Benfica Lisbonne | - | SC Olhanense | Estádio da Luz, Lisbonne |  |
|                           |                  |   |              |                          |  |

| 29e journée 2 mai 2010 | FC Porto | - | Benfica Lisbonne | Estádio do Dragão, Porto |  |
|                        |          |   |                  |                          |  |

| 30e journée 9 mai 2010 | Benfica Lisbonne | - | Rio Ave FC | Estádio da Luz, Lisbonne |  |
|                        |                  |   |            |                          |  |

### Coupe du Portugal
| 3e tour éliminatoires 18 octobre 2009 | GDR Monsanto | 0-6 | Benfica Lisbonne                                                                                          | Estádio Dr. António Alves Vieira, Torres Novas |                                 |
|                                       |              |     | 30e Felipe Menezes · 47e 59e Carlos Martins · 84e Javier Saviola · 89e César Peixoto · 90e Fábio Coentrão | Arbitrage : Paulo Costa (Porto)                | Arbitrage : Paulo Costa (Porto) |

### Coupe de la Ligue
3e Phase de groupes - Groupe C
| Rang | Équipe                | Pts | J | G | N | P | Bp | Bc | Diff |
| ---- | --------------------- | --- | - | - | - | - | -- | -- | ---- |
| 1    | Benfica Lisbonne (D1) | 0   | 0 | 0 | 0 | 0 | 0  | 0  | 0    |
| 2    | CD Nacional (D1)      | 0   | 0 | 0 | 0 | 0 | 0  | 0  | 0    |
| 3    | à déterminer          | 0   | 0 | 0 | 0 | 0 | 0  | 0  | 0    |
| 4    | à déterminer          | 0   | 0 | 0 | 0 | 0 | 0  | 0  | 0    |

### Ligue Europa
| Play-offs (aller) 20 août 2009 | Benfica Lisbonne                                            | 4-0 | FC Vorskla Poltava | Estádio da Luz, Lisbonne                       |                                                |
|                                | di María 31e · Cardozo (pen) 55e · Saviola 57e · Weldon 77e |     |                    | Spectateurs : 34 177 Arbitrage : Darko Ceferin | Spectateurs : 34 177 Arbitrage : Darko Ceferin |

| Play-offs (retour) 27 août 2009 | FC Vorskla Poltava     | 2-1 | Benfica Lisbonne | Stade Butovsky Vorskla, Poltava                    |                                                    |
|                                 | Sachko 48e · Yesin 74e |     | 59e Saviola      | Spectateurs : 12 000 Arbitrage : Claudio Circhetta | Spectateurs : 12 000 Arbitrage : Claudio Circhetta |

| Phase de groupes - Groupe I 17 septembre 2009 | Benfica Lisbonne             | 2-0 | BATE Borisov | Estádio da Luz, Lisbonne                      |                                               |
|                                               | Nuno Gomes 36e · Cardozo 41e |     |              | Spectateurs : 34 953 Arbitrage : Knut Kircher | Spectateurs : 34 953 Arbitrage : Knut Kircher |

| Phase de groupes - Groupe I 1er octobre 2009 | AEK Athènes     | 1-0 | Benfica Lisbonne | Stade olympique, Athènes                            |                                                     |
|                                              | Majstorovic 44e |     |                  | Spectateurs : 20 000 Arbitrage : Stefan Johannesson | Spectateurs : 20 000 Arbitrage : Stefan Johannesson |

| Phase de groupes - Groupe I 22 octobre 2009 | Benfica Lisbonne | - | Everton FC |  |  |
|                                             |                  |   |            |  |  |

| Phase de groupes - Groupe I 5 novembre 2009 | Everton FC | - | Benfica Lisbonne |  |  |
|                                             |            |   |                  |  |  |

| Phase de groupes - Groupe I 2 décembre 2009 | BATE Borisov | - | Benfica Lisbonne |  |  |
|                                             |              |   |                  |  |  |

| Phase de groupes - Groupe I 17 décembre 2009 | Benfica Lisbonne | - | AEK Athènes |  |  |
|                                              |                  |   |             |  |  |

mis à jour à la 2e journée
| Rang | Équipe           | Pts | J | G | N | P | Bp | Bc | Diff |
| ---- | ---------------- | --- | - | - | - | - | -- | -- | ---- |
| 1    | Everton FC       | 6   | 2 | 2 | 0 | 0 | 6  | 1  | +5   |
| 2    | Benfica Lisbonne | 3   | 2 | 1 | 0 | 1 | 2  | 1  | +1   |
| 3    | AEK Athènes      | 3   | 2 | 1 | 0 | 1 | 1  | 4  | -3   |
| 3    | BATE Borisov     | 0   | 2 | 0 | 0 | 2 | 1  | 4  | -3   |

## Championnat

### Classement
au bout de la 7e journée
| Rang | Équipe           | Pts | J | G | N | P | Bp | Bc | Diff |
| ---- | ---------------- | --- | - | - | - | - | -- | -- | ---- |
| 1    | Sporting Braga   | 21  | 7 | 7 | 0 | 0 | 12 | 3  | +9   |
| 2    | Benfica Lisbonne | 19  | 7 | 6 | 1 | 0 | 24 | 4  | +20  |
| 3    | FC Porto         | 16  | 7 | 5 | 1 | 1 | 15 | 4  | +11  |

### Résultats par journée
| Journée   | 01 | 02 | 03 | 04 | 05 | 06 | 07 | 08 | 09 | 10 | 11 | 12 | 13 | 14 | 15 | 16 | 17 | 18 | 19 | 20 | 21 | 22 | 23 | 24 | 25 | 26 | 27 | 28 | 29 | 30 |
| --------- | -- | -- | -- | -- | -- | -- | -- | -- | -- | -- | -- | -- | -- | -- | -- | -- | -- | -- | -- | -- | -- | -- | -- | -- | -- | -- | -- | -- | -- | -- |
| Terrain   | D  | E  | D  | E  | E  | D  | E  |    |    |    |    |    |    |    |    |    |    |    |    |    |    |    |    |    |    |    |    |    |    |    |
| Résultats | N  | V  | V  | V  | V  | V  | V  |    |    |    |    |    |    |    |    |    |    |    |    |    |    |    |    |    |    |    |    |    |    |    |
| Points    | 1  | 4  | 7  | 10 | 13 | 16 | 19 |    |    |    |    |    |    |    |    |    |    |    |    |    |    |    |    |    |    |    |    |    |    |    |
| Place     | 9  | 3  | 2  | 2  | 2  | 2  | 2  |    |    |    |    |    |    |    |    |    |    |    |    |    |    |    |    |    |    |    |    |    |    |    |

Source : Liste des rencontres

Terrain : D = Domicile ; E = Extérieur. Résultat: D = Défaite ; N = Nul ; V = Victoire.